# Hospital General de Kinshasa
L'Hospital General de Kinshasa és un hospital en de Kinshasa, a la República Democràtica del Congo. Abans de la sortida del president Mobutu Sese Seko s'anomenava Mama Yemo Hospital en referència a la mare del president. L'hospital té 2000 llits i cada dia rep més de 3.000 consultes.

## Història
Abans de la independència de Bèlgica, el país tenia un dels sistemes hospitalaris més ben considerats del continent, tot i que estava limitat gairebé exclusivament a la població blanca. Els metges de l'hospital recorden un moment en què els pacients van anaven de Sud-àfrica a Kinshasa per obtenir un major nivell d'atenció.
Després de la independència nacional (1960), la majoria dels metges i cirurgians belgues de l'hospital van tornar a casa seva. Després de la violència causada per la lluita per la independència va haver-hi tranquil·litat, el metge i cirurgià nord-americà Dr. William Close (1924 - 2009) es va convertir en administrador de l'hospital i va reclutar metges de tot el món. El departament de maternitat es va actualitzar i aviat va obtenir una mitjana de 120 visites al dia. Tanmateix, també va supervisar la construcció i gestió d'un vaixell hospitalari de 700 tones per tractar la gent del riu Congo. Eventualment, tanmateix, Close es va desil·lusionar per la creixent corrupció i desintegració i va tornar a casa el 1977. Després de l'expulsió de Mobutu (1997), els vuit departaments operatius de l'hospital es van tornar a reconstruir amb l'ajuda de Close.
Però el nivell d'atenció mèdica continua sent angoixat. Els informes recents de mitjans indiquen que l'hospital sovint es troba amb un baix risc de subministraments mèdics, i els metges es veuen obligats a esperar que els pacients o les seves famílies portin diners o fins i tot subministraments mèdics, abans de poder rebre tractament.